# The Wall (film 2017)
The Wall è un film del 2017 diretto da Doug Liman con protagonisti Aaron Taylor-Johnson e John Cena.

## Trama
Durante la guerra in Iraq, il sergente di stato maggiore dell'esercito americano Shane Matthews viene mandato ad indagare su un cantiere nel deserto del paese, col suo assistente, il sergente Allen Isaac.
La coppia attende pazientemente 22 ore prima di poter determinare la sicurezza del sito. Matthews si reca nei pressi del quartiere, ma viene colpito da un cecchino iracheno nascosto. Isaac cerca di salvare Matthews morente, ma viene a sua volta ferito al ginocchio destro, oltre a subire danni all'antenna della sua radio e alla sua bottiglia d'acqua, che viene distrutta nel processo.
Da solo, Isaac si mette al riparo dietro un muro instabile e si medica il ginocchio ferito. Il cecchino ha una radio sintonizzata sul canale americano e la usa per comunicare con Isaac con la scusa di essere un soldato alleato di alto rango in un altro sito. L'inganno consente al cecchino di ottenere altre informazioni utili da Isaac. Durante i loro vari tentativi unilaterali di conversazione, Isaac ipotizza che il cecchino possa essere il famoso "Juba", un nome di battaglia per vari cecchini di Al Qaeda noti per aver filmato i loro attacchi ai soldati americani.
Isaac tenta di riparare la ricetrasmittente con una radio di un appaltatore morto, ma realizza che il cecchino aveva usato la precedente squadra di risposta come uno stratagemma per chiedere aiuto e attirare un'altra forza di risposta nella sua trappola.
Matthews riprende conoscenza e attira con uno specchio l'attenzione di Isaac, poi striscia lentamente verso il suo fucile in mezzo al vento che solleva una nube di polvere, mentre Isaac distrae Juba parlando di letteratura. Matthews crede che il cecchino si nasconda in cima ad alcune macerie nelle vicinanze e spara in quella direzione. Il vento polveroso si calma rapidamente. Il cecchino vede Matthews e spara, ferendolo alla spalla sinistra e con un secondo colpo lo uccide.
Isaac sente arrivare gli elicotteri di soccorso, quindi spinge giù il muro e usa il fucile di Matthews per cercare di uccidere Juba, o almeno stanarlo in modo tale che l'elicottero di salvataggio possa vedere la trappola. Juba spara a Isaac due volte e manca, a questo punto si alza e aspetta il prossimo colpo di Juba, ma non arriva. Gli elicotteri atterrano e la squadra di soccorso prende Isaac e Matthews. Una volta che gli elicotteri si risollevano, il cecchino li abbatte con successo entrambi in rapida successione. Viene quindi ascoltato alla radio, mentre chiede un altro soccorso per tendere una nuova trappola.

## Produzione
Il 12 novembre 2014 Amazon Studios acquista i diritti della sceneggiatura scritta da Dwain Worrell circa un tiratore scelto statunitense che rimane bloccato dietro un muro sotto la mira di un cecchino iracheno; la sceneggiatura era una delle più apprezzate ed inserite nella Black List del 2014. Si tratta della sceneggiatura di debutto di Worrell, scritta mentre insegnava lingua inglese in Cina.

### Riprese
Le riprese sono finite nel novembre 2016.
Il budget del film è stato di 3000000 $.

## Promozione
Il primo trailer del film viene diffuso l'8 dicembre 2016.

## Distribuzione
La pellicola è stata distribuita nelle sale cinematografiche statunitensi a partire dal 12 maggio 2017.

## Riconoscimenti
- 2017 - Golden Trailer Awards
  - Candidatura per il miglior trailer per un film indipendente